# NGC 3938
NGC 3938 هي مجرة تتبع كوكبة الدب الأكبر. اكتشفها ويليام هيرشل في 6 فبراير 1788.

## معرض صور

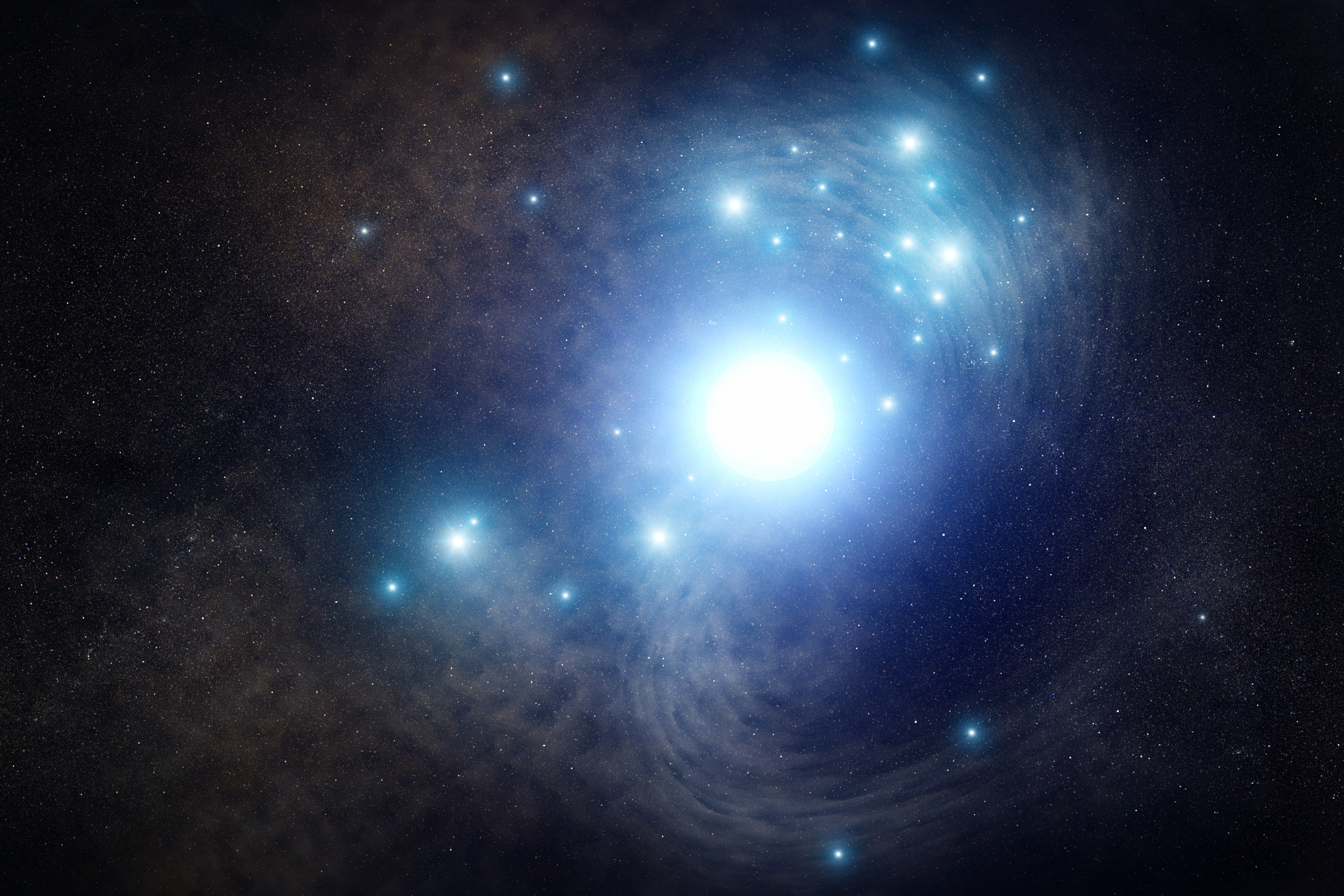
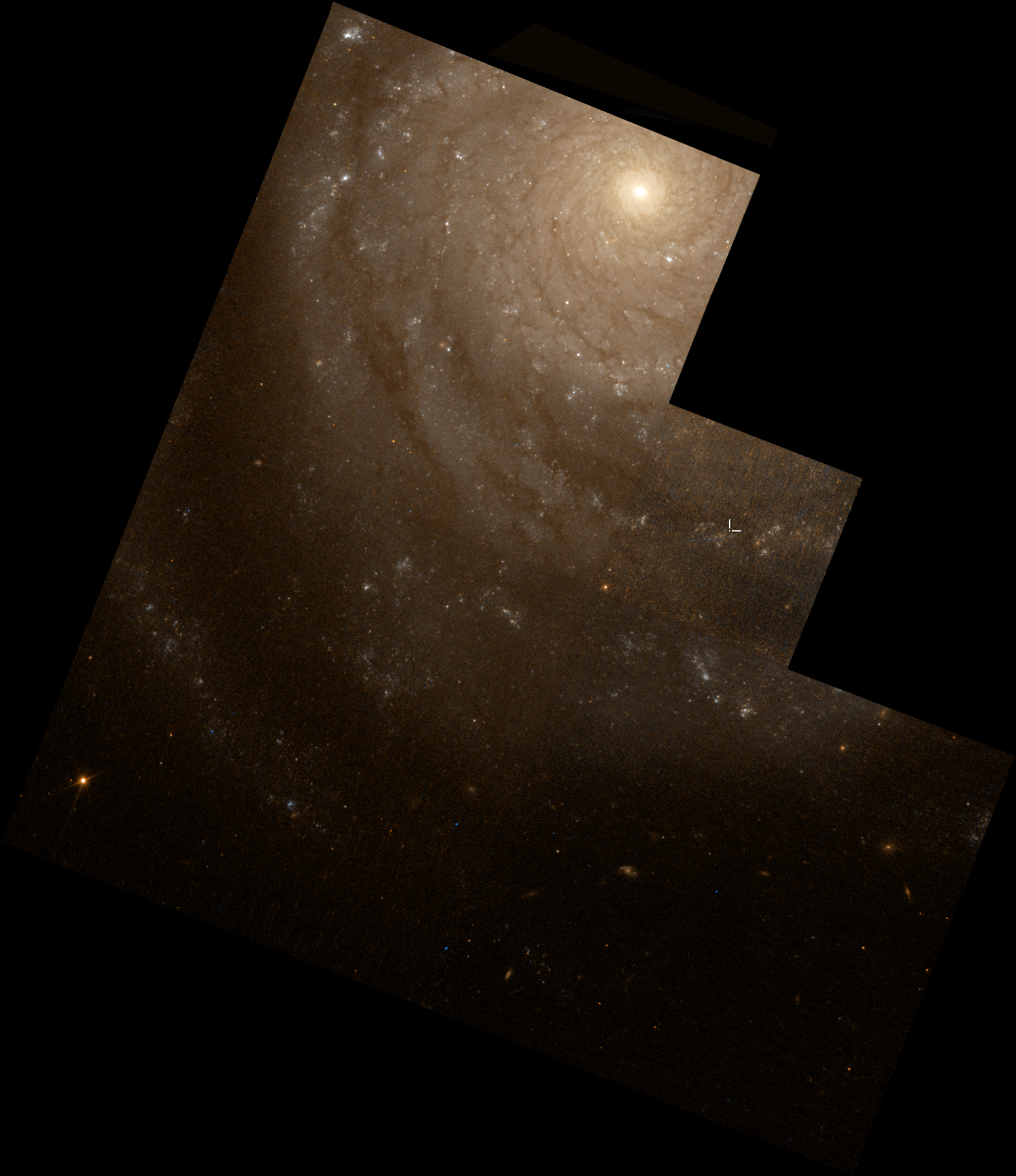
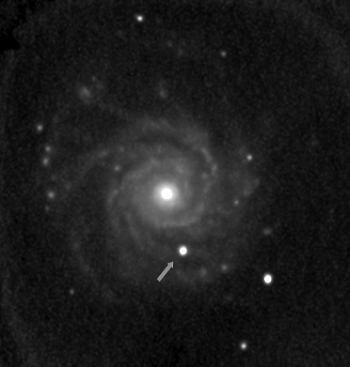
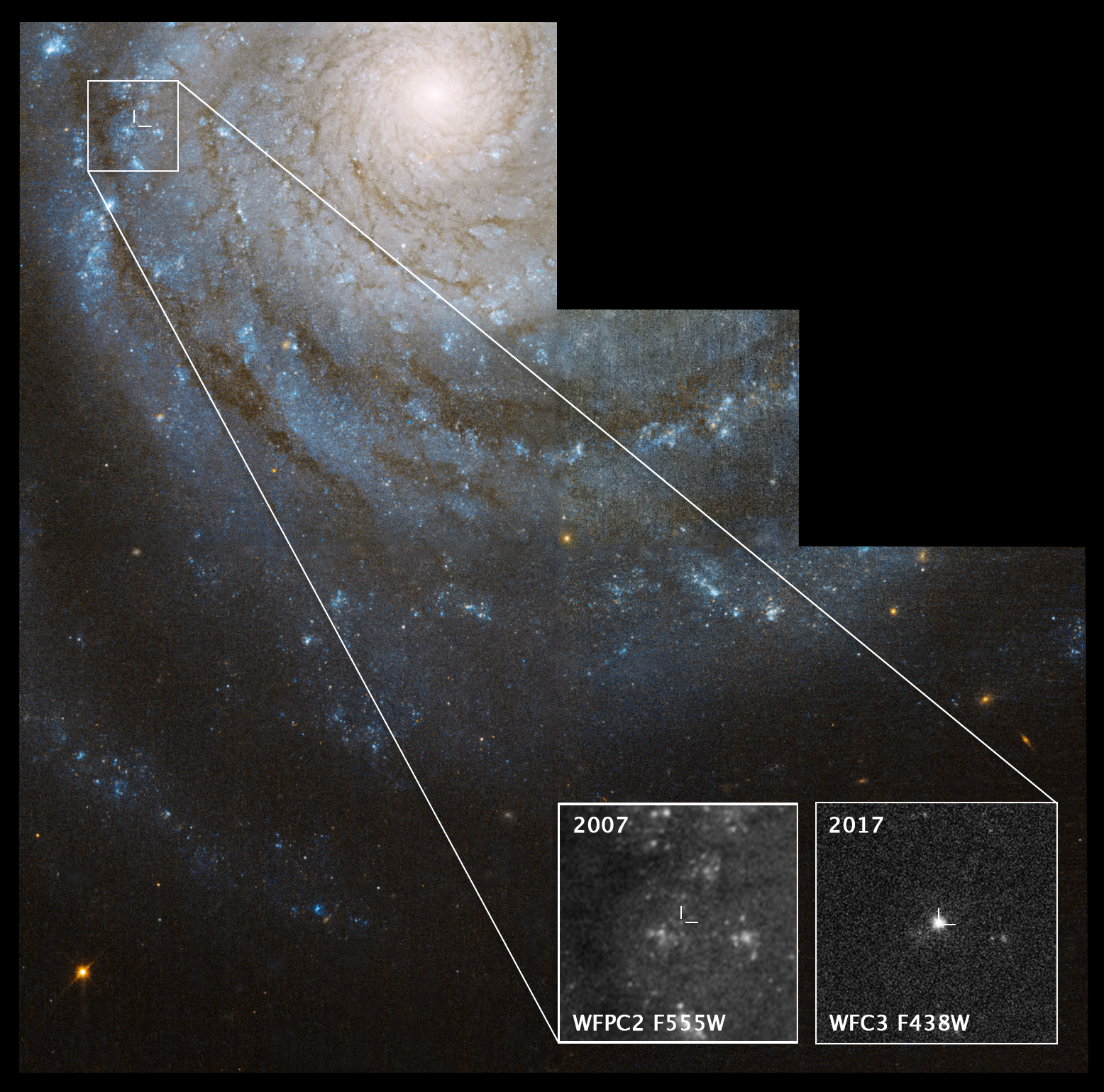

## روابط خارجية
- NGC 3938 على موقع ويكي سكاي: DSS2, SDSS, GALEX, IRAS, Hydrogen α, X-Ray, Astrophoto, Sky Map, Articles and images